# The Right Time (The Corrs)
The Right Time è un singolo del gruppo musicale irlandese The Corrs, pubblicato nel maggio 1996 come terzo estratto dal primo album in studio Forgiven, Not Forgotten.

## Video musicale
Il videoclip della canzone è stato diretto da Kevin Bray e ha come tema la televisione negli anni '60.

## Tracce
1. The Right Time (radio edit) – 3:34
2. The Right Time – 4:07
3. Erin Shore – 4:14